# Список казахско-джунгарских конфликтов
Список казахско-джунгарских конфликтов — в статье приведены войны, походы и остальные конфликты казахов и джунгар. Цель статьи обозреть всю серию войн казахско-джунгарской войны с 1643 по 1743. Ниже приведена таблица конфликтов.

## Таблица конфликтов
| Дата       | Конфликт                                                     | Сторона 1                                                 | Сторона 2           | Результат                                                      | Источник                           |
| ---------- | ------------------------------------------------------------ | --------------------------------------------------------- | ------------------- | -------------------------------------------------------------- | ---------------------------------- |
| 1635—1636  | Казахско-джунгарская война (1635—1636)                       | Казахское ханство                                         | Джунгарское ханство | Неизвестно                                                     | [ 1 ] [ 2 ] [ 3 ] [ 4 ] [ 5 ]      |
| 1643—1647  | Казахско-джунгарская война (1643—1646)                       | Казахское ханство                                         | Джунгарское ханство | Перемирие                                                      | [ 6 ] [ 7 ] [ 8 ] [ 9 ] [ 10 ]     |
| 1643       | Орбулакская битва                                            | Казахское ханство, Бухарское ханство и кыргызы            | Джунгарское ханство | Победа антиджунгарской коалиции                                | [ 11 ]                             |
| 1652—1653  | Казахско-джунгарская война (1652—1653)                       | Казахское ханство и кыргызы                               | Джунгарское ханство | Неизвестно                                                     | [ 12 ] [ 13 ] [ 14 ]               |
| 1680—1688  | Казахско-джунгарская война (1680—1688)                       | Казахское ханство, Бухарское ханство и Яркендское ханство | Джунгарское ханство | Казахи выбили джунгар                                          | [ 15 ] [ 16 ] [ 17 ] [ 18 ] [ 19 ] |
| 1681       | Осада Сайрама (1681)                                         | Казахское ханство                                         | Джунгарское ханство | Победа Казахского ханства                                      | [ 20 ]                             |
| 1683       | Осада Сайрама (1683)                                         | Казахское ханство                                         | Джунгарское ханство | Победа Казахского ханства                                      | [ 21 ]                             |
| 1684       | Осада Сайрама (1684)                                         | Казахское ханство                                         | Джунгарское ханство | Победа Джунгарского ханства                                    | [ 21 ]                             |
| 1684       | Восстание в Сайраме (1684)                                   | Казахское ханство                                         | Джунгарское ханство | Победа Джунгарского ханства                                    | [ 21 ]                             |
| 1686       | Поход джунгар на оставшиеся города Казахского ханства (1686) | Казахское ханство                                         | Джунгарское ханство | Статус-кво                                                     | [ 16 ]                             |
| 1702       | Поход казахов на джунгар                                     | Казахское ханство                                         | Джунгарское ханство | Победа Джунгарского ханства                                    | [ 17 ]                             |
| 1708— 1717 | Казахско-джунгарская война (1708—1717)                       | Казахское ханство                                         | Джунгарское ханство | Победа Джунгарского ханства                                    | [ 17 ] [ 22 ] [ 23 ]               |
| 1717       | Аягозская битва                                              | Казахское ханство                                         | Джунгарское ханство | Победа Джунгарского ханства                                    | [ 24 ]                             |
| 1723       | Поход Джунгарского ханства на Средний и Старший жуз          | Казахское ханство                                         | Джунгарское ханство | Победа джунгар. Джунгары захватили Туркестан, Ташкент и Сайрам | [ 25 ]                             |
| 1724       | Наступление Абулхаира на Туркестан                           | Казахское ханство                                         | Джунгарское ханство | Победа Казахского ханства                                      | [ 26 ]                             |
| 1725       | Сражение Абулхаира против Цэван-Рабдана                      | Казахское ханство                                         | Джунгарское ханство | Победа Джунгарского ханства                                    | [ 26 ]                             |
| 1735       | Поход Джунгарского ханства на Средний жуз                    | Средний жуз                                               | Джунгарское ханство | Победа Джунгарского ханства                                    | [ 27 ] [ 28 ]                      |
| 1739—1743  | Казахско-джунгарская война (1739—1743)                       | Казахское ханство                                         | Джунгарское ханство | Победа Джунгарского ханства                                    | [ 29 ] [ 23 ] [ 30 ] [ 31 ]        |
| 1744—1755  | Среднеазиатская борьба против Джунгарской экспансии          | Казахское ханство, кыргызы и Кокандское ханство (до 1747) | Джунгарское ханство | Казахи и кыргызы отвоевали Семиречье                           | [ 32 ]                             |